# Daniel Beilschmidt
Daniel Beilschmidt (* 1978 in Zeulenroda) ist ein deutscher Organist. Seit 2009 ist er Universitätsorganist der Universität Leipzig.

## Werdegang

### Musikalische Ausbildung und Studium
Daniel Beilschmidt studierte nach dem Abitur, das er an der Spezialklasse für Musik des Goethe-Gymnasiums/Rutheneums seit 1608 in Gera ablegte, Orgel an der Hochschule für Musik und Theater „Felix Mendelssohn Bartholdy“ Leipzig bei Arvid Gast, Ullrich Böhme und Stefan Johannes Bleicher. 2002 gewann er den ersten Preis um ein Stipendium der Hans-und-Eugenia-Jütting-Stiftung Stendal. Von 2003 bis 2004 absolvierte er ein Auslands-Studienjahr in Kopenhagen bei Hans Fagius. Nach erfolgreichem Diplom folgte 2006 ein Aufbaustudium mit Konzertexamen an der Hochschule für Musik Franz Liszt Weimar bei Michael Kapsner und Bernhard Klapprott.

### Tätigkeit als Organist und Komponist
2009 erhielt Beilschmidt den Ruf in das Amt des Universitätsorganisten der Universität Leipzig, er ist damit verantwortlich für die musikalische Ausgestaltung der Universitätsgottesdienste an allen Sonn- und Feiertagen. Von 2009 bis 2015 war er Assistenzorganist des Thomasorganisten an der Thomaskirche Leipzig. Seit dem Wintersemester 2015/16 ist er am Kirchenmusikalischen Institut der Hochschule für Musik und Theater Leipzig als Künstlerischer Mitarbeiter angestellt.
Beilschmidt gab Konzerte als Organist in Deutschland, Skandinavien, Belgien, Polen, Russland, Ukraine, Mexiko, Argentinien und den USA. Er spielt regelmäßig mit dem Thomanerchor und Leipzigs Gewandhausorchester zusammen und wirkte beim Bachfest Leipzig mit. Er unterrichtete an der Schule des Leipziger Thomanerchores und an der Evangelischen Hochschule für Kirchenmusik Halle. Seine Arbeitsschwerpunkte sind Johann Sebastian Bachs und Olivier Messiaens Orgelschaffen und die Improvisation. Auch engagiert er sich für die Orgelmusik des 20. und 21. Jahrhunderts. 2013 erschien seine Debüt-CD mit Olivier Messiaens Méditations sur le Mystère de la Sainte Trinité. 
Im Mai 2015 führte der GewandhausChor Leipzig das Programm Der stumme Krieg auf mit Musik von Beilschmidt und vier weiteren Komponisten. Im selben Jahr leitete Beilschmidt das szenische Vokalprojekt „incoronata“ mit dem Leipziger Chor „Thonkunst“ und der 2013 von ihm gegründeten „Capella St. Pauli“, bei dem Menschen mit und ohne Behinderung frankoflämische Vokalpolyphonie erklingen ließen.
Daniel Beilschmidt führte mit Percussionistin Nora Thiele und Autor Thomas Thieme gemeinsame Programme auf. Im Oktober 2012 erklang seine Musik zu Irina Pauls’ Tanztheaterstück Megafon und Stillhalten in der Paul-Gerhardt-Kirche Leipzig-Connewitz. Im August 2012 wurde Beilschmidts für die große Silbermannorgel im Freiberger Dom komponiertes Orgelwerk verwandlung uraufgeführt. Beilschmidt wirkte im Bandprojekt „Mud Mahaka“ am Synthesizer mit. Seit 2021 ist Beilschmidt als Nachfolger von Felix Friedrich Altenburger Schlossorganist an der Trost-Orgel sowie Intendant der Internationalen Thüringischen Orgelakademie. 
Er ist in Leipzig zu Hause.

## Varia
Das letzte große Projekt der Restaurierung und Erneuerung der Philippuskirche Leipzig wurde mit der Orgelweihe als feierlichem Abschluss der Orgel-Restaurierung und als Auftakt ihrer Wiedernutzung am 1. Mai 2021 erfolgreich abgeschlossen: Im coronabedingt spärlich besetzten Kirchenraum spielte Universitätsorganist Daniel Beilschmidt erstmals öffentlich die musikhistorisch originalgetreu sanierte Jehmlich-Orgel aus dem Jahr 1910 – knapp 111 Jahre nach ihrer ersten Orgelweihe.

## Diskografie
- 2017: Fortuna desperata – Orgelmusik aus Gotik und Renaissance. Daniel Beilschmidt, Schwalbennestorgel im Paulinum der Universität Leipzig;[2] Christine Mothes, Gesang; Veit Heller, Glocken.
- 2016: Winds and Pipes – Music for Symphonic Wind Ensemble and Organ by Peeters, Trachsel, Guilmant, Gigout, Gabrieli and Bach. Sächsische Bläserphilharmonie; Daniel Beilschmidt, Orgel; Thomas Clamor, Dirigent.
- 2013: Olivier Messiaen (1908–1992) – Méditations sur le Mystère de la Sainte Trinité. Daniel Beilschmidt, Orgel.